# Jordan 199
O  199 Foi o modelo da Jordan da temporada de 1999 de Fórmula 1. Condutores: Damon Hill e Heinz-Harald Frentzen. 

## Resultados[1]
(legenda) (em negrito indica pole position)
| Ano  | Chassi | Motor                    | Pneus | N° | Pilotos               | 1   | 2   | 3   | 4   | 5   | 6   | 7   | 8   | 9   | 10  | 11  | 12  | 13  | 14  | 15  | 16  | Pontos | Posição |  |
| ---- | ------ | ------------------------ | ----- | -- | --------------------- | --- | --- | --- | --- | --- | --- | --- | --- | --- | --- | --- | --- | --- | --- | --- | --- | ------ | ------- |  |
|      |        |                          |       |    |                       |     |     |     |     |     |     |     |     |     |     |     |     |     |     |     |     |        |         |  |
|      |        |                          |       |    |                       | AUS | BRA | SMR | MON | ESP | CAN | FRA | GBR | AUT | GER | HUN | BEL | ITA | EUR | MAL | JPN |        |         |  |
| 1999 | 199    | Mugen-Honda MF-301HD V10 | B     | 7  | Damon Hill            | Ret | Ret | 4   | Ret | 7   | Ret | Ret | 5   | 8   | Ret | 6   | 6   | 10  | Ret | Ret | Ret | 61     | 3º      |  |
| 1999 | 199    | Mugen-Honda MF-301HD V10 | B     | 8  | Heinz-Harald Frentzen | 2   | 3†  | Ret | 4   | Ret | 11† | 1   | 4   | 4   | 3   | 4   | 3   | 1   | Ret | 6   | 4   | 61     | 3º      |  |

† Completou mais de 90% da distância da corrida. 